# Gregory Zilboorg
Gregory Zilboorg (* 13. Dezemberjul. / 25. Dezember 1890greg. in Kiew, Gouvernement Kiew, Russisches Kaiserreich; † 17. September 1959 in New York, New York USA) war ein ukrainisch-amerikanischer Psychiater und Historiker der Psychiatrie.

## Leben
Vor der russischen Revolution studierte Zilboorg Medizin in Sankt Petersburg. 1917 war er beim Arbeitsministerium für die provisorische Regierung unter ihren zwei Präsidenten, Georgi Lwow und Alexander Kerenski, tätig. 1919 emigrierte Zilboorg in die USA und setzte sein medizinisches Studium an der Columbia University in New York fort. Zu dieser Zeit übersetzte er verschiedene literarische Werke aus dem Russischen ins Englische, u. a. den berühmten dystopischen Roman Wir von Jewgeni Samjatin.
Nach dem Abschluss seines Studiums arbeitete Zilboorg zunächst im Bloomingdale Hospital (New York Hospital-Cornell Medical Center, Westchester Division) und gründete wenig später eine psychiatrische Praxis in New York. Anfang der 1930er Jahre verfasste er mehrere Bände über die Geschichte der Psychiatrie; diese Bücher gelten noch als ausschlaggebend in diesem Bereich. The Medical Man and the Witch During the Renaissance begann Zilboorg 1935 in der Form einer Vortragsreihe an der Johns Hopkins University. 1941 veröffentlichte Zilboorg A History of Medical Psychology und 1951 erschien Sigmund Freud.
In seiner Praxis behandelte Zilboorg zahlreiche berühmte Patienten, u. a. George Gershwin, Lillian Hellman, Ralph Ingersoll, Edward M. M. Warburg, Marshall Field, Kay Swift und James Warburg. Das Musical Lady in the Dark basiert vermutlich auf den Erfahrungen Moss Harts während der Analyse bei Zilboorg.
1919 heiratete Zilboorg Ray Liebow. Sie gebar zwei Kinder, Nancy und Gregory Jr. 1946 heiratete Zilboorg Margaret Stone, mit der er drei Kinder hatte (Caroline, John und Matthew).

## Literarischer Nachlass
Die umfangreichen Aufzeichnungen Zilboorgs befinden sich heute in der Beinecke Rare Book and Manuscript Library an der Yale University. Diese Sammlung enthält Manuskripte seiner Veröffentlichungen sowie seinen persönlichen Briefwechsel mit seiner zweiten Frau Margaret.

## Veröffentlichungen

### Bücher
- The Medical Man and the Witch During the Renaissance (1935)
- A History of Medical Psychology (1941)
- Sigmund Freud (1951)
- Psychology of the Criminal Act and Punishment (1954)

### Übersetzungen
- He, the One who Gets Slapped, von Leonid Andreyev, aus dem russischen mit Einführung von Gregory Zilboorg (1921)
- We von Jewgeni Samjatin, aus dem russischen (1924)
- The Criminal, the Judge and the Public; a Psychological Analysis, von Franz Alexander und Hugo Staub, aus dem deutschen (1931)
- (zusammen mit Bertram D. Lewin) Outline of Clinical Psychoanalysis von Otto Fenichel, aus dem deutschen (1934)